# Episodi di Between (prima stagione)
La prima stagione della serie televisiva Between, composta da 6 episodi, in Canada è andata in onda dal 21 maggio al 25 giugno 2015 su Citytv, mentre in Italia è stata resa interamente disponibile sul servizio di streaming on demand Netflix il 22 ottobre 2015.
| nº | Titolo originale | Titolo italiano   | Prima TV Canada | Pubblicazione Italia |
| -- | ---------------- | ----------------- | --------------- | -------------------- |
| 1  | School's Out     | Fine della scuola | 21 maggio 2015  | 22 ottobre 2015      |
| 2  | Who's the Boss?  | Chi è il capo?    | 28 maggio 2015  | 22 ottobre 2015      |
| 3  | Crossing Lines   | Varcare i confini | 4 giugno 2015   | 22 ottobre 2015      |
| 4  | Love Hurts       | L'amore fa male   | 11 giugno 2015  | 22 ottobre 2015      |
| 5  | End of the Rope  | Toccare il fondo  | 18 giugno 2015  | 22 ottobre 2015      |
| 6  | War              | Guerra            | 25 giugno 2015  | 22 ottobre 2015      |